# Kintore (circonscription du Parlement d'Écosse)
Pour les articles homonymes, voir Kintore.
Kintore dans l'Aberdeenshire était un Burgh royal qui a élu un Commissaire au Parlement d'Écosse et à la Convention des États.
Le Parlement d'Écosse a cessé d'exister avec les actes d'Union de 1707 et le commissaire de Kintore, Sir George Allardice, a été l'un de ceux qui ont été cooptés pour représenter l'Écosse au premier Parlement de Grande-Bretagne. À partir des élections générales de 1708, Banff, Cullen, Elgin, Inverurie et Kintore formaient le district d'Elgin, élisant à eux deux un MP.

## Liste des commissaires de burgh
- 1579: Mr Thomas Mollison
- 1617: Walter Cheyne
- 1621: John Leslie
- 1661–63: Mr James Keith
- 1667 (convention), 1669–74: Mr William Moir [1]
- 1678 (convention): Adam Pittendreich
- 1681, 1685–86: John Udny de Newtyle et Cultercullen
- 1689 (convention), 1690: Hugh Wallace de Ingliston (déclaré inéligible 1693)
- 1693–1702: Sir James Scougall de Whitehill
- 1703–07: Sir George Allardice[2]